# Calamotropha bicornutella
Calamotropha bicornutella là một loài bướm đêm trong họ Crambidae.